# Lepidurus apus

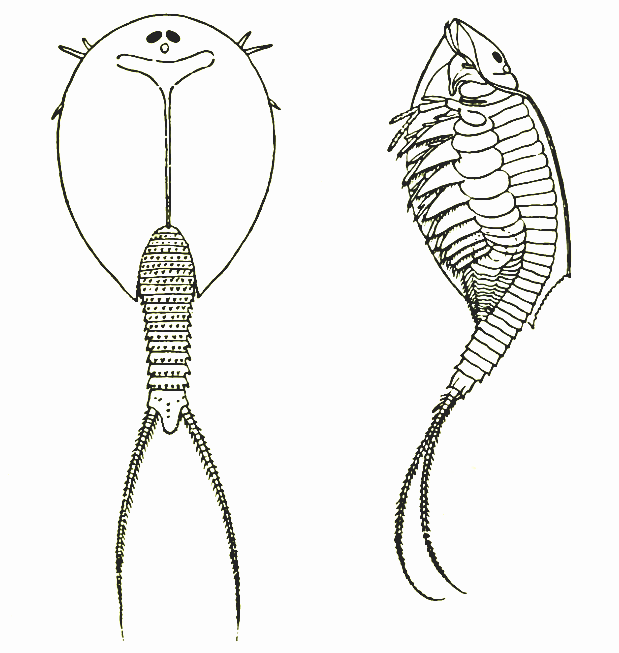
Lepidurus glacialias, très similaire en apparence à Lepidurus apus.

Lepidurus apus, qui n'a pas de nom vernaculaire, est un notostracacé de la famille des Triopsidés, l'une d'une lignée de crustacés ressemblant à des crevettes et qui ont conservé une forme similaire depuis le Trias, à tel point qu'ils sont considérés comme des fossiles vivants . Cette espèce est cosmopolite, habitant des mares temporaires en eau douce dans une grande partie du monde. Comme les autres notostracacés, L. apus a une large carapace, un long abdomen segmenté et un grand nombre de pattes en forme de rames. Il se reproduit par un mélange de reproduction sexuée et de parthénogenèse des femelles.

## Description
Lepidurus apus atteint 4,2 à 6 cm de longueur. Son long abdomen est divisé en environ 30 segments ayant la forme d'anneaux, avec deux longs cerques ou «queues» attachées derrière le dernier anneau. Entre les queues se trouve une excroissance qui distingue le genre Lepidurus du genre Triops, le second genre de notostracé. Sa carapace est plate avec une longueur moyenne de 1,9 cm, et est attachée uniquement à l'avant, couvrant jusqu'à deux tiers de l'abdomen. La carapace est d'une couleur jaune foncé / marron et devient plus claire sur les bords. Il possède également une paire d'yeux composés sur cette même carapace. À l'avant de l'abdomen se trouvent une ou plusieurs (jusqu'à trois) paires de sensilles. Sous le corps se trouvent 41 à 46 paires de pattes en forme de rames (44 en moyenne) utilisées pour nager.
Les mâles sont facilement identifiables par l'absence d'ovisacs et présentent également de subtiles différences au niveau de la carapace. Les femelles et les individus hermaphrodites semblent pratiquement identiques, mais ces derniers ont des lobes testiculaires parmi leurs lobes ovariens, ce qui leur permet de se reproduire isolément.[réf. nécessaire]
L. apus est souvent qualifié de «fossile vivant», pratiquement inchangé depuis plus de 300 millions d'années. Cependant une étude récente suggère que la ressemblance avec les fossiles de notostracés est probablement le résultat de "la morphologie générale hautement conservée dans ce groupe et de l'homoplasie ". Les espèces récentes de Lepidurus sont morphologiquement presque identiques aux fossiles anciens, mais peuvent "découler de lignées évolutives très différentes".[réf. nécessaire]

## Répartition et habitat

### Répartition mondiale
Lepidurus apus est peut-être le plus cosmopolite de tous les Notostracés, observé en de nombreux points du globe, y compris mais pas uniquement en Nouvelle-Zélande, Australie, Iran, France, Allemagne, Italie, Danemark, Maroc, et Autriche . Lepidurus apus est divisé en plusieurs sous-espèces géographiques, telles que L. apus viridis, présente dans certaines régions d'Australie, de Tasmanie et de Nouvelle-Zélande.

### Habitat
Lepidurus apus habite principalement les points d'eau douce temporaires, de 10 à 100 cm de profondeur, remplis en automne et en hiver et se desséchant au printemps et en été. Il est moins courant dans les plans d'eau permanents tels que les marécages et les fossés. Son cycle de vie lui permet de se mettre en dormance si l'eau gèle, est recouverte de neige ou s'évapore entièrement; il peut également persister dans la partie sèche des sédiments sous forme d'un kyste, ce dernier pouvant survivre à des conditions difficiles pendant de nombreuses années jusqu'à ce que l'eau réapparaisse. L. apus a été observé dans un pH compris entre 6 et 7,8 et peut tolérer des concentrations relativement élevées de produits chimiques, comme des niveaux de nitrate de 1 mg / L et phosphate de 0,1 mg / L, un niveau qui serait préjudiciable à d'autres espèces aquatiques.
Les zones humides et les étangs temporaires du monde entier sont de plus en plus asséchés pour faire des prairies pour l'agriculture, de sorte que la superficie totale des habitats disponibles pour L. apus diminue progressivement. Certaines sous-espèces risquent d'être menacées à l'avenir, voire peuvent déjà l'être car nos connaissances sont très limitées,. L. apus est bien adapté aux variations de climat et d'emplacement, il se disperse facilement et possède des œufs très résistants, il semble donc être moins sensible aux pressions humaines.

## Cycle de vie
Lepidurus apus possède un cycle de vie inhabituel, il est en effet capable de produire des kystes microscopiques qui peuvent rester dormants pendant des années dans des conditions extrêmes, lui permettant de survivre dans des régions aux climats aussi différents que le Maroc ou le Danemark. Une fois en diapause ses œufs sont résistants à la sécheresse, tant qu'il y a eu une éclosion d'observée sur des œufs gardés au sec pendant 28 ans.
L'espèce est hermaphrodite, mais aucun mâle n'a été trouvé dans la sous-espèce néo-zélandaise viridius. En Italie, il y a des mâles qui ne sont pas fonctionnels. Les sous-espèces de Lepidurus apus ont différentes méthodes de reproduction, certaines par un mâle, d'autres par des individus hermaphrodites ou encore par parthénogenèse.
Les kystes mesurent en moyenne 0,447 mm de diamètre, et ont été trouvés à des concentrations de 250 kystes pour 100 cm 2. Ils sont posés sur le gravier au centre du point d'eau, pour éviter (on suppose) que les gros animaux comme les moutons transportent les kystes sur la terre ferme. Ces kystes peuvent survivre à la sécheresse ou à des températures inférieures à zéro, et peuvent même synthétiser de l'hémoglobine en cas de manque d'oxygène. Lorsque l'étang s'assèche en été ils resteront en sommeil jusqu'à ce qu'ils soient à nouveau immergés dans l'eau.
La lumière est un facteur important pour l'éclosion: les expériences ont montré qu'aucun kyste n'éclot dans l'obscurité, qu'une partie seulement éclot après 10 minutes sous une lumière vive, et que tous écloront si exposés en permanence à la lumière. Ils peuvent éclore à entre 10 ° C et 24 ° C, bien que l'optimum soit de 16 ° C à 20 ° C. Même dans ces conditions les taux d'éclosion ne dépassaient pas 60% lors des expériences.
L'éclosion se produit souvent après que les pluies hivernales aient formé des mares temporaires. Les larves se nourrissent et grandissent rapidement jusqu'à maturité, en 4 semaines dans des conditions optimales.
Lepidurus apus a été trouvé dans des régions éloignées et sans réseau hydrographique qui auraient pu apporter les individus. Cela peut s'expliquer car dans des conditions sèches, les œufs au repos sont facilement distribués par le vent avec la poussière. De plus les œufs de Lepidurus apus sont surement également distribués par l'eau, les humains, la faune et l'estomac des oiseaux migrateurs.

## Régime alimentaire
Lepidurus apus est omnivore, se nourrissant à la fois de matière végétale, des détritus flottants et de petits invertébrés aquatiques des genres Branchinecta et Daphnia. Il nage au fond des étangs, remuant le substrat pendant qu'il se nourrit. Le genre Lepidurus se nourrit également d'algues, de myxozoaires, de bactéries et de champignons.

## Prédateurs et parasites
Les prédateurs de Lepidurus comprennent des petits échassiers comme les bécasseaux, des oiseaux aquatiques plus gros comme les canards et les cygnes, et dans certains étangs des poissons. L'apparition rapide de Lepidurus apus et d'autres petits invertébrés dans les bassins entraîne souvent une augmentation du nombre d'oiseaux dans la zone.
Nosema lepiduri est un parasite microsporidien trouvé dans les plans d'eau de moins de 15 cm de profondeur qui parasite intérieurement Lepidurus avec des spores, tuant dans certains cas l'hôte. Les individus infectés ont une coloration blanc laiteux sur les pattes et la carapace en raison de l'infection interne. Le parasite semble coloniser en priorité les pattes car elles sont consommées en premier lors des cas de cannibalisme, et ce serait pour lui une manière de se propager.

## État de conservation
La sous-espèce Lepidurus apus viridis a été classée comme en danger à l'échelle nationale en Nouvelle-Zélande par l'équivalent du ministère de l'écologie.